# Sylvia von Harden
Sylvia von Harden (28 de marzo de 1894 - 4 de junio de 1963), también llamada Sylvia von Halle, fue una periodista y poeta alemana. Durante su carrera como periodista escribió para varios periódicos en Alemania e Inglaterra. Aunque probablemente hoy sea más conocida por el retrato que hizo de ella el pintor Otto Dix.

## Biografía
Nacida como Sylvia von Halle en Hamburgo, von Harden (eligió su nombre utilizando un seudónimo aristocrático) era la novena de los once hijos de un gerente general de Hamburgo. Asistió a un colegio en Berlín hasta 1912 y de 1918 a 1920, fue en Zúrich columnista literaria del periódico mensual Das junge Deutschland ("La joven Alemania"). También escribió para Die Rote Erde ("La Tierra roja") desde 1919 hasta 1923. Tuvo un hijo con el poeta expresionista Ferdinand Hardekopf (1876-1954) con quien estuvo viviendo desde 1915 hasta 1921. A principios de 1922 se casó con el escritor Friedrich Carl Lehr (1899-1922), pero el matrimonio solo duró unas semanas pues él se suicidó a finales de enero. Durante la década de los años veinte residió en Berlín y publicó dos volúmenes de poesía, uno en 1920 y otro en 1927. 
Otto Dix la retrató en su famoso cuadro titulado Retrato de la periodista Sylvia von Harden ("Bildnis der Journalistin Sylvia von Harden", 1926). Una imagen ambivalente de la Mujer Nueva que representa a von Harden, con el peinado bob de la época y un monóculo, sentada frente a una mesita en un café con un cóctel y un cigarrillo en la mano. Esta pintura está recreada en las escenas de apertura y cierre de la película Cabaret de 1972.

En 1959, von Harden escribió el artículo, "Erinnerungen an Otto Dix" ("Memorias de Otto Dix"), en el que describía la génesis del retrato. Dix se había encontrado con ella en la calle y le declaró:
"¡Debo pintarte! ¡Simplemente debo hacerlo!... ¡Eres la representante de toda una época!""Entonces, quieres pintar mis ojos apagados, mis orejas estrafalarias, mi nariz larga, mis labios delgados; ¿Quieres pintar mis manos largas, mis piernas cortas, mis pies grandes, cosas que solo pueden asustar a la gente y no deleitar a nadie?"

"Tu misma te has caracterizado de forma brillante, y todo eso conducirá a un retrato representativo de una época que no se preocupa por la belleza exterior de una mujer, sino más bien por su condición psicológica.
La pintura de Otto Dix, es un ejemplo importante del movimiento de la Nueva Objetividad, y se encuentra en el Musée National d'Art Moderne, Centre Georges Pompidou, en París.
En 1933, von Harden dejó Alemania para autoexiliarse en Inglaterra, donde continuó escribiendo, aunque fue menos conocida. En un artículo que escribió para el periódico de refugiados Die Zeitung, en abril de 1943, describía el trabajo que ella hacía por turnos en una fábrica, y, en el tono exaltado que era común en las publicaciones de este tipo en tiempos de guerra, afirmaba que se sentía parte de la familia de allí. Murió en Croxley Green, Inglaterra, en 1963.

## Obra
- Die Bücherkiste: Monatsschrift für Literatur, Graphik und Buchbesprechung, (con Leo Scherpenbach: Bachmair 1919-1921 (Reimpreso: Nendeln / Liechtenstein: Kraus 1977).
- Verworrene Städte (1920).
- Robespierre: Eine Novelle. (hacia 1924).
- Die italienische Gondel: Gedichte (1927).
- Das Leuchtturmmädchen von Longstone. 1958 (Jugendbuchreihe Silberstern Nr. 74).